# Heuvelland (Zuid-Limburg)
| B  | Plateau van Bocholtz        |
| Ca | Plateau van Caestert        |
| CP | Centraal Plateau            |
| Cr | Plateau van Crapoel         |
| D  | Plateau van Doenrade        |
| GL | Geilenkirchener Lehmplatte  |
| Gr | Plateau van Graetheide      |
| Hb | Heksenberg                  |
| K  | Plateau van Kerkrade        |
| LR | Laagte van Ransdaal         |
| M  | Plateau van Margraten       |
| N  | Plateau van Nieuwenhagen    |
| Sc | Plateau van Schaesberg      |
| Sp | Plateau van Spekholzerheide |
| U  | Plateau van Ubachsberg      |
| V  | Plateau van Vijlen          |

| A  | Anstelerbeek Anstelvallei          |
| C  | Caumerbeek                         |
| DC | Droogdal van Colmont               |
| E  | Eyserbeek Eyserbeekdal             |
| G  | Gerendal                           |
| Gb | Geleenbeek Geleenbeekdal           |
| Ge | Geul en Geuldal                    |
| Gu | Gulp en Gulpdal                    |
| H  | Bekken van Heerlen                 |
| J  | Jeker en Jekerdal                  |
| Ma | Maas                               |
| R  | Bekken van de Roode Beek           |
| Se | Selzerbeek Selzerbeekdal           |
| St | Strijthagerbeek Strijthagerbeekdal |
| W  | Worm en Wormdal                    |

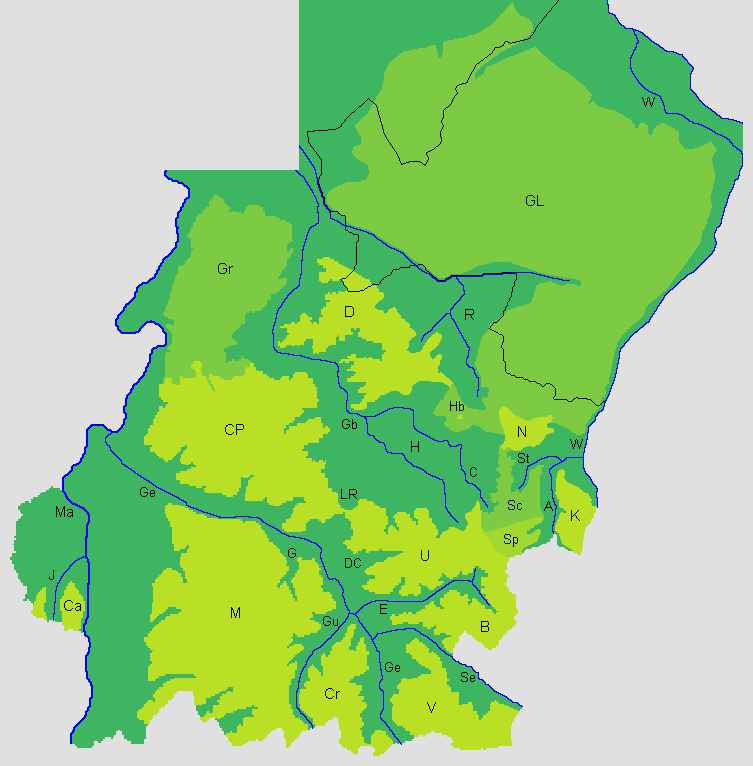
Het Limburgse Heuvelland in kaart:

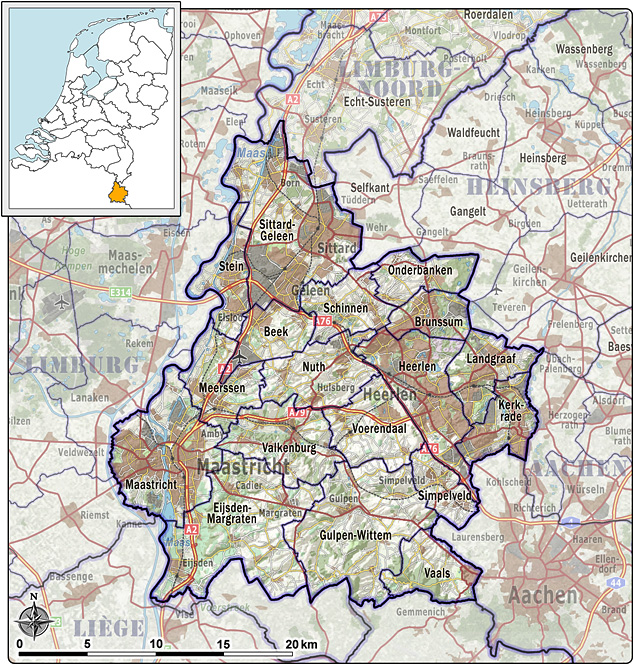
Topografische kaart van Zuid-Limburg

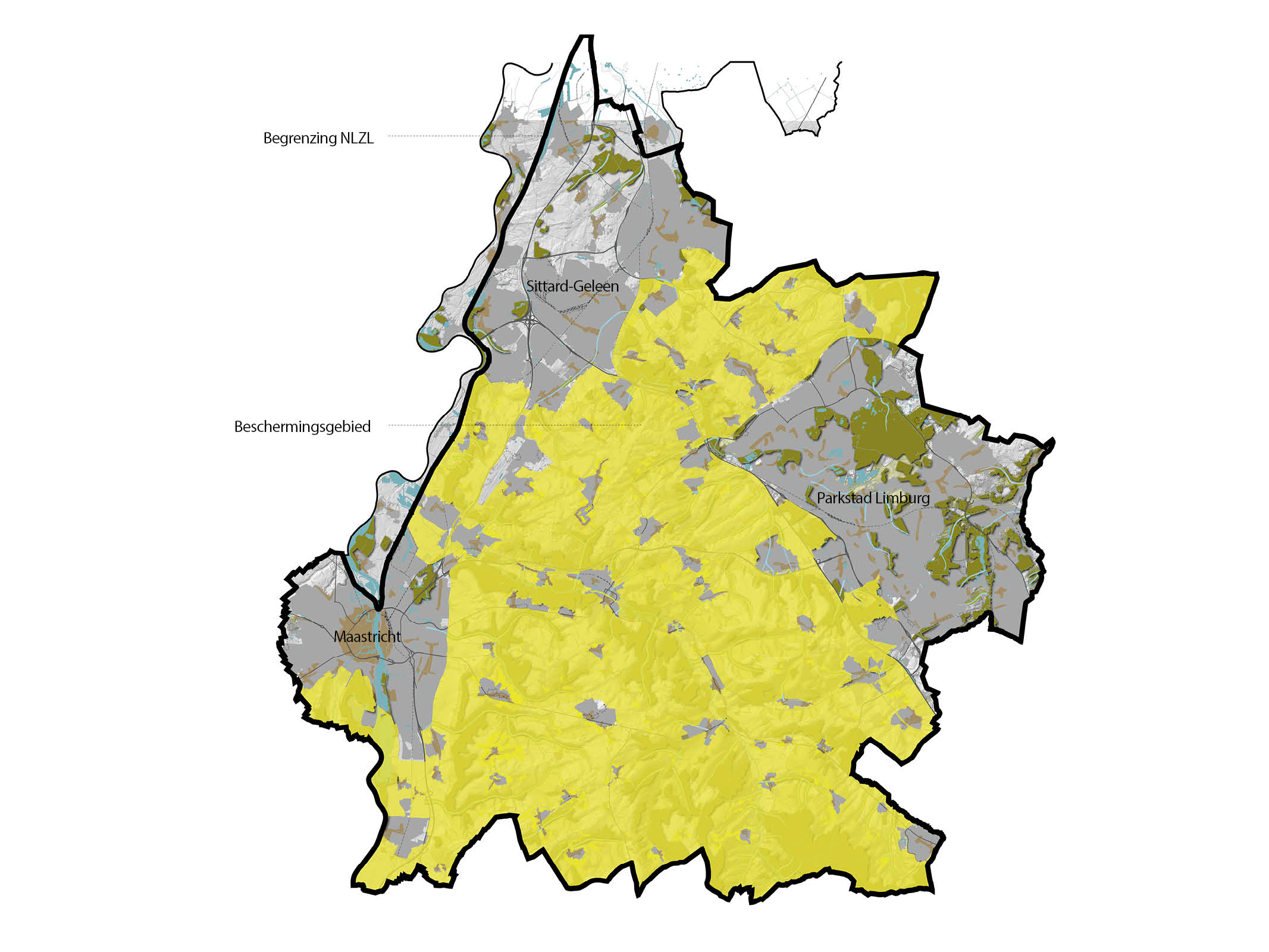
Kaart van het Nationaal Landschap Zuid-Limburg, ongeveer gelijk aan de brede definitie van het Heuvelland

Het Heuvelland (in Engelstalige publicaties: Dutch Hills) is een streek in het zuiden van Nederland, die gekenmerkt wordt door een heuvelachtig landschap. Het Heuvelland in de meest gebruikte betekenis omvat het niet-verstedelijkte zuidelijk deel van Zuid-Limburg. Ter nadere identificatie wordt ook de aanduiding 'Limburgs Heuvelland' gebruikt.

## Definities
De begrenzing van het Limburgse Heuvelland is formeel niet vastgelegd en er bestaan uiteenlopende opvattingen over welke gebieden wel en niet tot het Heuvelland gerekend moeten worden. Het Heuvelland in engere zin is de streek ten oosten van de A2, ten zuiden van de A79 en ten zuidwesten van de A76, en komt min of meer overeen met het Mergelland of Krijtland. Soms wordt een ruimere definitie gehanteerd, waarbij het Heuvelland verwijst naar het landelijke deel van Limburg ten zuiden van Sittard, waar het landschap enigszins heuvelachtig is, inclusief de tamelijk vlakke plateaus. Bij deze laatste definitie worden het Centraal Plateau, het Plateau van Doenrade en het Plateau van Ubachsberg, alsmede de niet-stedelijke delen van de regio's Maastricht, Westelijke en Oostelijke Mijnstreek (Parkstad Limburg) meegerekend. In de ruimste definitie worden ook de verstedelijkte gebieden gezien als deel van het Heuvelland.
In de jaren 1980 ontstond er in het zuidelijk deel van Zuid-Limburg een bestuurlijk samenwerkingsverband tussen Maastricht en de zogenaamde 'Heuvellandgemeenten'. Tot deze Heuvellandgemeenten in-engere-zin behoren de gemeenten Meerssen, Valkenburg aan de Geul, Eijsden-Margraten, Gulpen-Wittem en Vaals.

## Geografie
Het Heuvelland wordt gevormd door uitlopers van de Belgische Ardennen en de Duitse Eifel. In het zuidwesten gaat het Heuvelland over in de Belgische Haspengouw; in het zuiden in de Voerstreek en het Land van Herve, waar het qua landschap veel op lijkt. De hoogste toppen reiken net boven de driehonderd meter. De Vaalserberg is met 322,4 meter boven NAP het hoogste punt van (het Europees deel van) Nederland. De bekende Cauberg in Valkenburg is 133,7 meter hoog; de Sint-Pietersberg slechts 108 m. Interessant zijn twee kunstmatige heuvels: de Wilhelminaberg in Landgraaf is 225 meter hoog; D'n Observant bij Maastricht 170,8 meter. Het dorp Vijlen (200 meter NAP) noemt zichzelf het hoogst gelegen dorp van Nederland.

## Geologie
In de ondergrond van Zuid-Limburg bevinden zich meerdere lagen uit verschillende periodes, waarvan een aantal aan de oppervlakte komen. De bovenste laag is op veel plekken een lösspakket, een eolische afzetting van het Laagpakket van Schimmert uit de Formatie van Boxtel. Daaronder bevindt zich vaak zand en grind, fluviatiele afzettingen van kleine beken (Laagpakket van Hoogcruts) en Maasafzettingen (Maasgrind en zand) van de Oostmaas en Westmaas die behoren tot de Formatie van Beegden en afzettingen van de Oermaas die behoren tot het Laagpakket van Waubach. Daaronder bevinden zich aan de noordkant zanden en zuidelijker meerdere kalksteenlagen, vaak aangeduid als mergel. Deze kalksteenlagen zijn van de Formatie van Houthem, Formatie van Maastricht en Formatie van Gulpen. Verschillende van deze kalksteenlagen zijn rijk aan vuursteen. Onder de kalksteenlagen zit er dan weer de Formatie van Vaals en de Formatie van Aken. Anno 2019 wordt er kalksteen gewonnen in de Sibbergroeve en de Kunradersteengroeve. Met name in de periode van de Eerste Wereldoorlog bevonden zich er tientallen kalkbranderijen om kalk te branden, waarvan er nog een twintigtal resteren (lijst).

## Natuur
De Natura 2000-gebieden Geleenbeekdal, Bunder- en Elslooërbos, Brunssummerheide, Kunderberg, Bemelerberg & Schiepersberg, Geuldal, Savelsbos, Sint Pietersberg & Jekerdal en Noorbeemden & Hoogbos liggen alle in het Zuid-Limburgse Heuvelland.
Het natuurlijke landschap in het Heuvelland wordt gekenmerkt door een afwisseling van bossen, heidevelden, akkers, weilanden en boomgaarden. In grote delen van het gebied wordt de natuur bedreigd door oprukkende verstedelijking en delfstoffenwinning (zand, grind, mergel). Het traditionele coulisselandschap met hoogstamfruitbomen en meidoornhagen dreigde door de rationalisatie in de landbouw te verdwijnen, maar wordt de laatste jaren krachtig beschermd (onder andere door nieuwe aanplant door het IKL Limburg). Sinds 2023 werken Gulpen-Wittem, Eijsden-Margraten en Vaals samen met Voeren en enkele andere Belgische gemeenten in het Landschapspark Grenzeloos bocagelandschap.

## Cultuurhistorie
Het Limburgse Heuvelland is niet alleen bekend vanwege het natuurschoon, maar ook vanwege de rijke cultuurhistorie. Vanwege de hoge landschappelijke waarde van het gebied is het Heuvelland in 2005 door de overheid aangewezen als Nationaal Landschap Zuid-Limburg. Diverse plaatsen hebben een beschermd dorps- of stadsgezicht. Talloze kerken, kastelen, boerderijen en watermolens zijn rijksmonumenten. Een deel van de oudere gebouwen is uit lokale Limburgse mergel opgetrokken. Ook treft men er de typisch Zuid-Limburgse carréboerderijen en vakwerkhuizen aan. Typisch Limburgs zijn ook de wegkruisen en wegkapelletjes, die langs veel wegen (soms holle wegen) te vinden zijn.
Bijzonder zijn ook de ondergrondse gangenstelsels die door mergelwinning ontstaan zijn, soms in totaal honderden kilometers lang. Deze Limburgse mergelgroeven, beter bekend als "mergelgrotten", zijn onder andere te vinden in de Cannerberg, de Sint-Pietersberg en in de omgeving van Geulhem en Valkenburg. In die laatste plaats en in de buurt van Rijckholt bevinden zich enkele vuursteenmijnen.

## Toerisme en recreatie
Het Heuvelland is een belangrijke toeristische regio. Vooral Maastricht en Valkenburg zijn vanouds trekpleisters met een groot aanbod van toeristische attracties, hotels, cafés en restaurants. Gulpen, Epen, Mechelen, Vijlen, Slenaken, de aangrenzende Voerstreek en Vaals zijn secundaire toeristische centra. In de hele regio zijn hotels, pensions, vakantieparken, kampeerboerderijen en campings vertegenwoordigd.
Door de ANWB is in Zuid-Limburg de Mergellandroute uitgezet, die zowel per auto of motor als per fiets kan worden afgelegd. De route voert door heel Zuid-Limburg langs de mooiste landschappen en dorpsgezichten, en vermijdt waar mogelijk de drukste wegen. Het Krijtlandpad is een populaire wandelroute door het Mergelland, terwijl ook het Pieterpad en het Pelgrimspad delen van het Heuvelland doorkruisen. Daarnaast is er de Dutch Mountain Trail met zijn "Seven Summits" en zijn er tal van lokale wandel- en fietsroutes uitgezet.

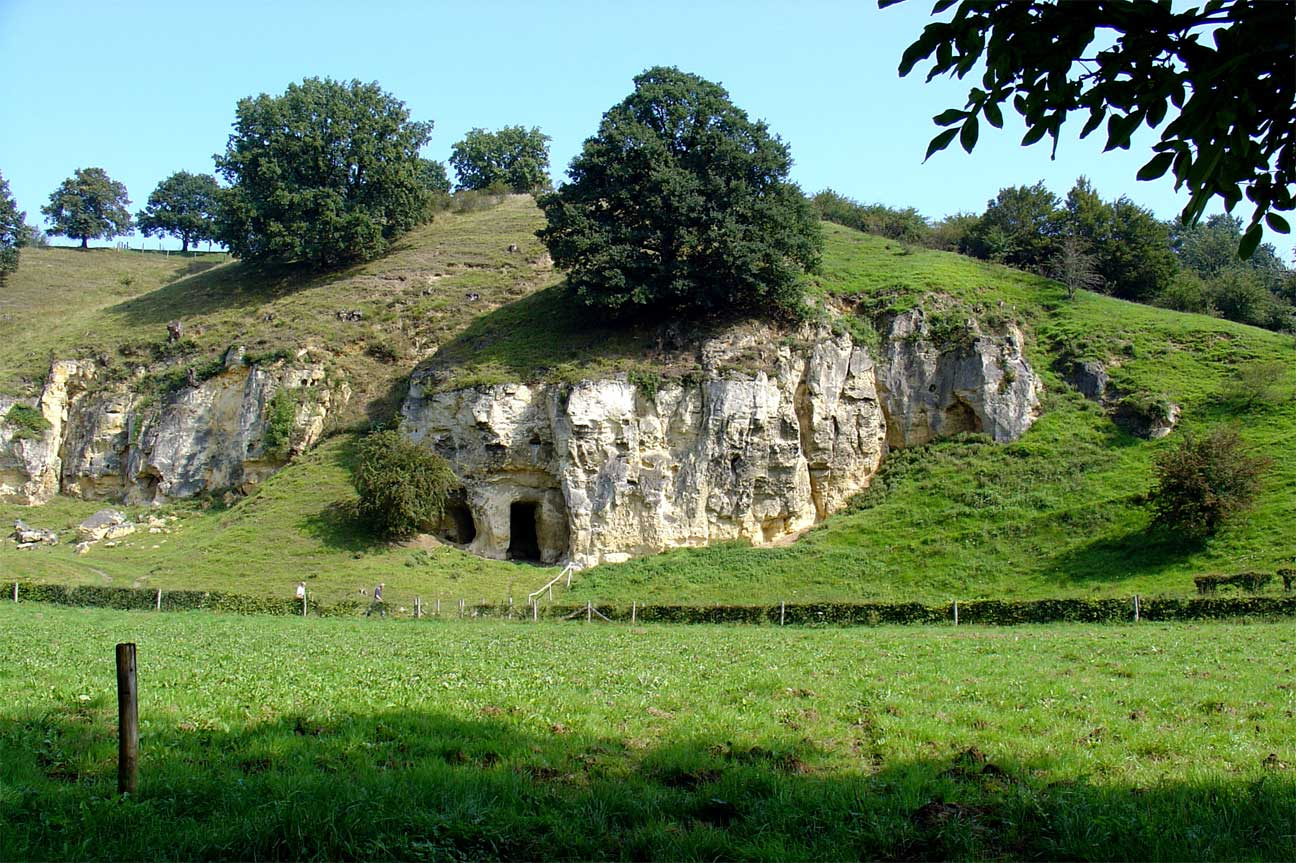
Krijtformatie Bemelerberg
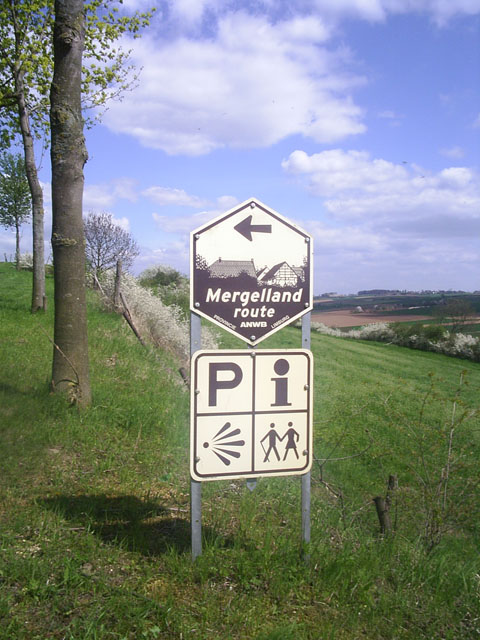
Mergellandroute
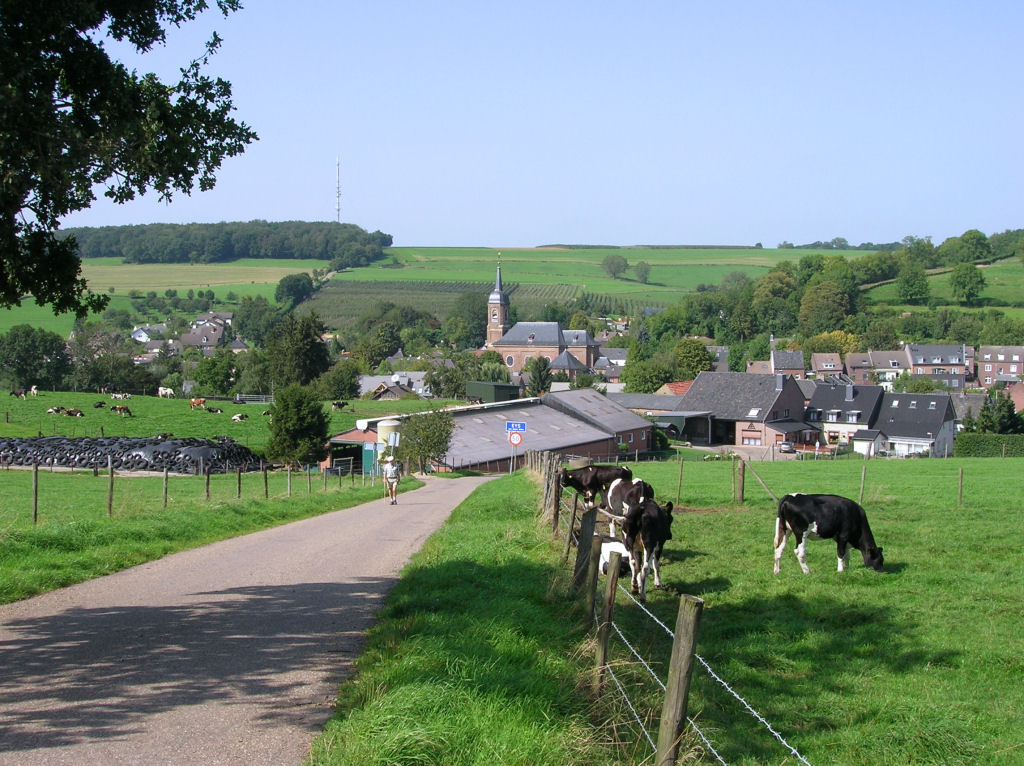
Mergelland bij Eys
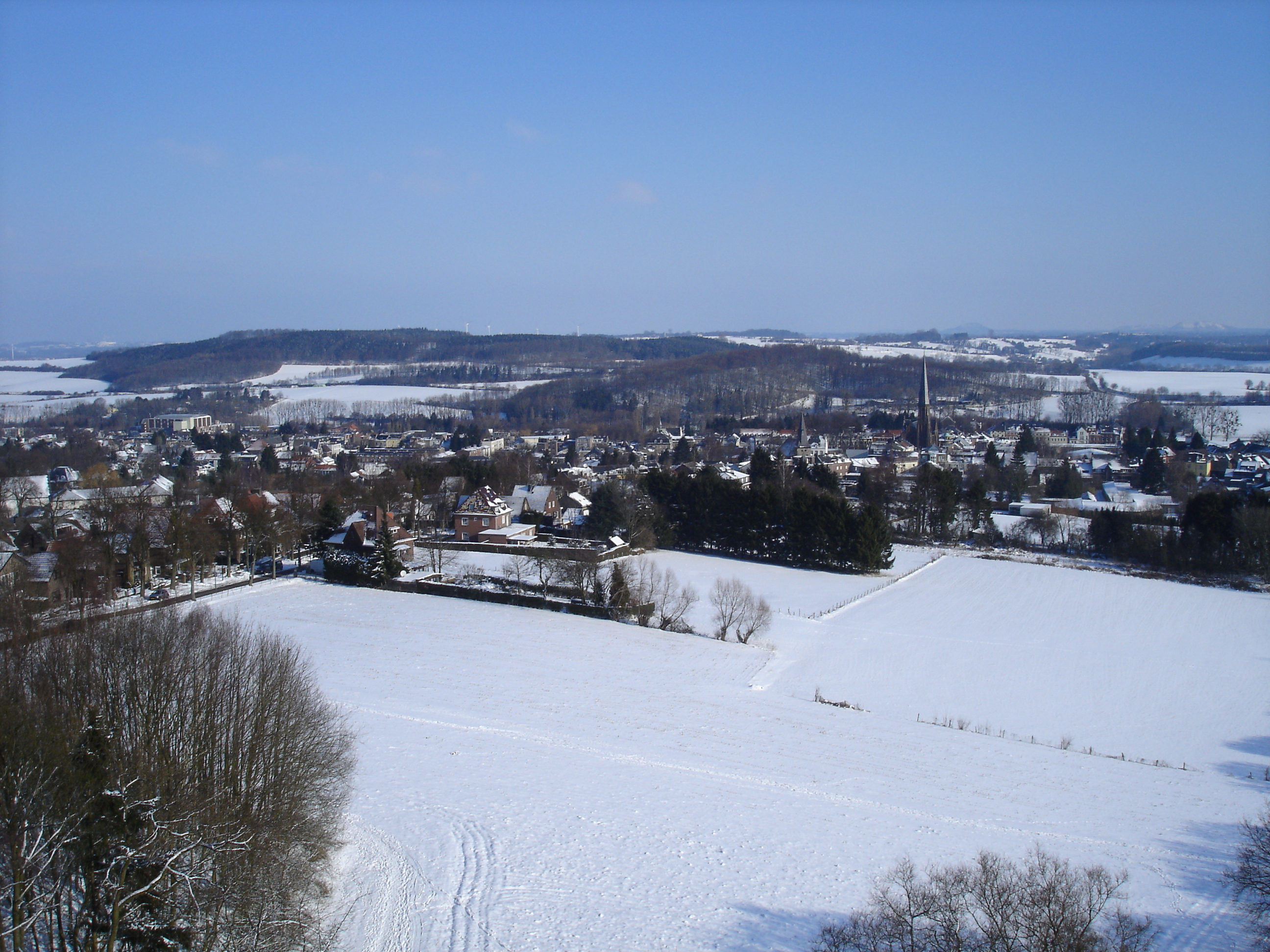
Uitzicht Vaalserberg
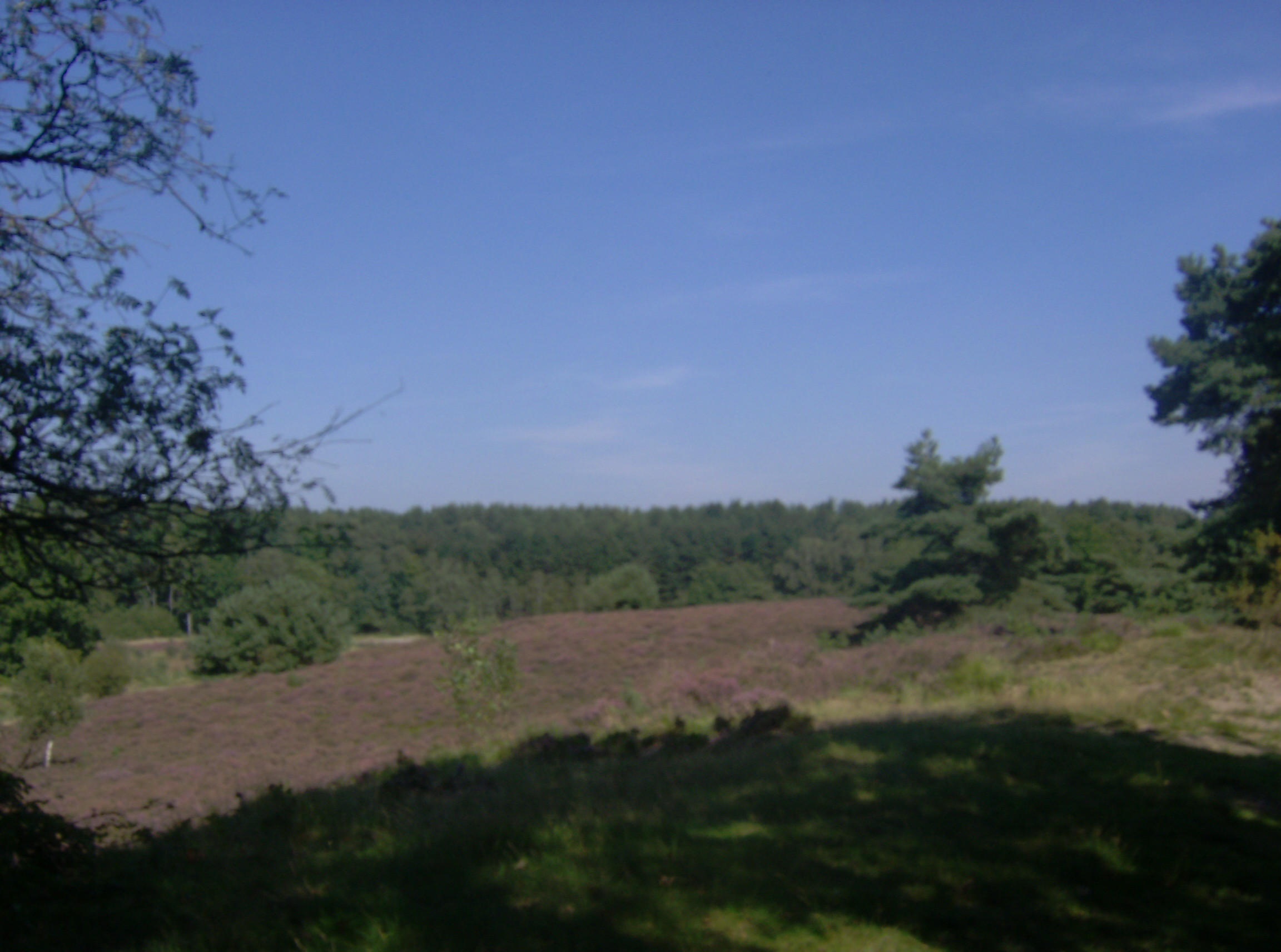
Brunssummerheide
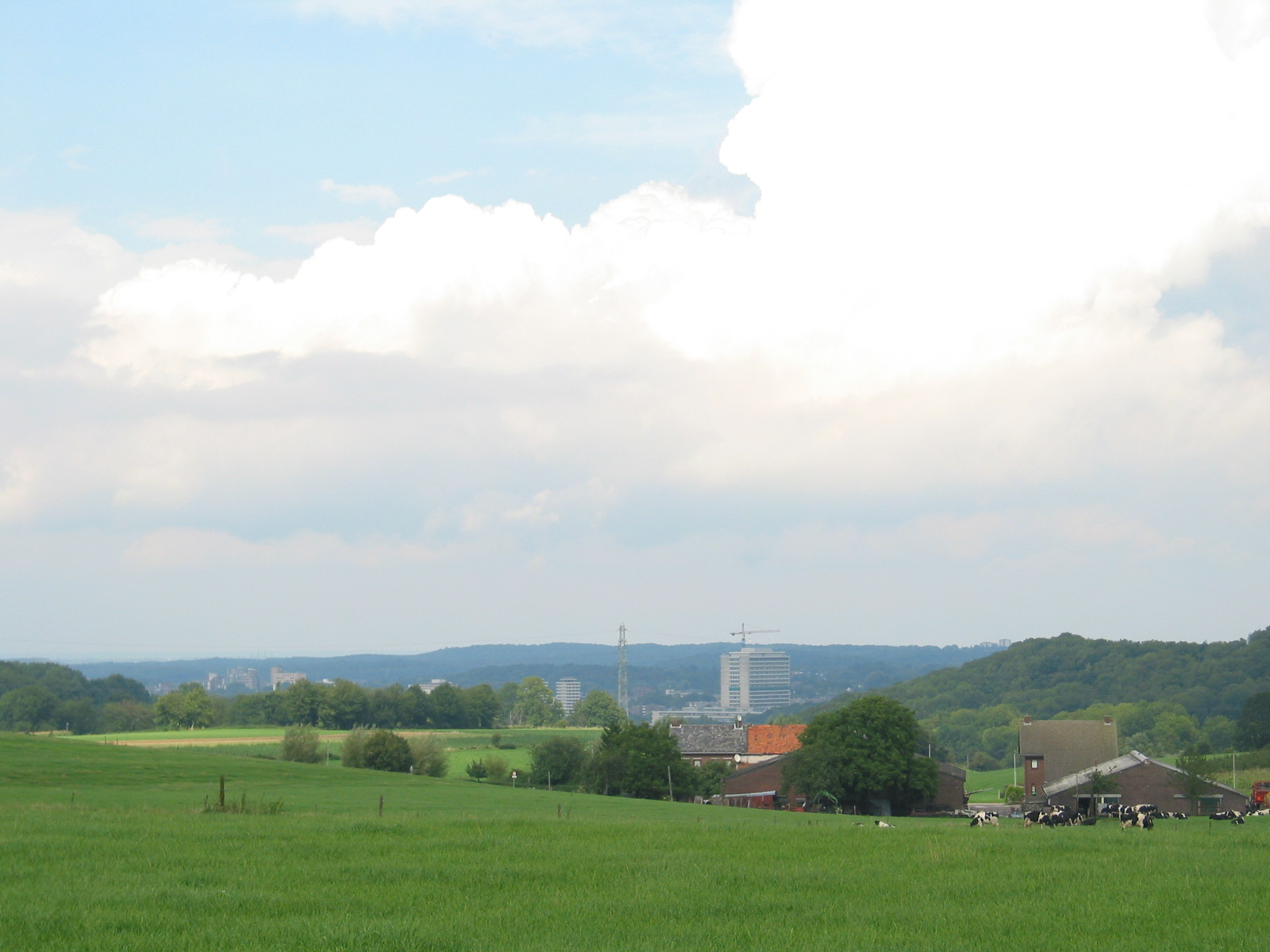
Zicht op Heerlen
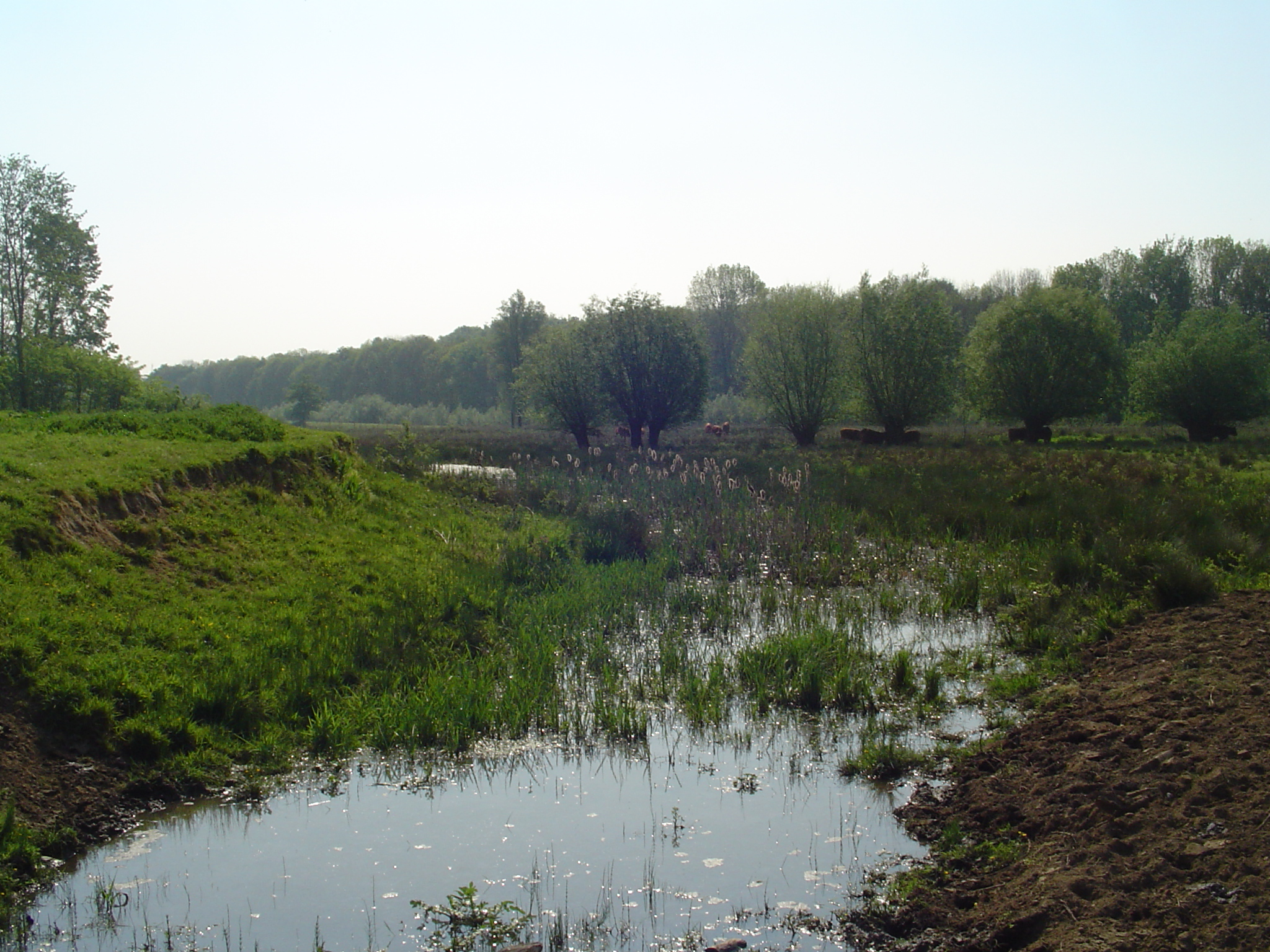
Geleenbeekdal
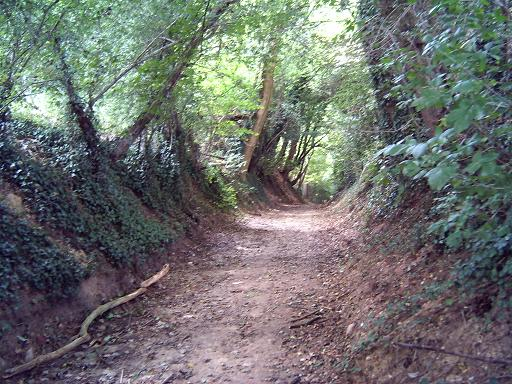
Holle weg in Ulestraten